# Enver Ališić
Enver Ališić (* 11. November 1946 in Banja Luka, Jugoslawien) ist ein jugoslawischer bzw. bosnischer Fußballtrainer. In seiner mehr als 30 Jahre umspannenden Laufbahn trainierte er Vereine in Belgien, Deutschland und Südamerika in den höchsten Ligen, darüber hinaus war er Nationaltrainer von Bosnien und Herzegowina.

## Karriere
Ališić war Stürmer beim FK Borac Banja Luka in Jugoslawien (1963–1967) sowie später beim KFC Winterschlag (Belgien, 1967–1979). Mit dem KFC Winterschlag stieg er 1972 in die erste belgische Liga auf. Beim KFC begann auch seine Laufbahn als Trainer. Zunächst als Torwarttrainer engagiert, übernahm er 1979/80 übergangsweise die letzten acht Spieltage in der ersten Liga als Trainer, und feierte den Verbleib des KFC Winterschlag in der ersten Liga. Mit Winterschlag wurde er 1980/81 Vierter in der ersten Liga und erreichte damit die Teilnahme am UEFA Cup. Ab 1981 begann er ein Fußball-Praktikum in Südamerika; von Juni bis August bei FC Santos mit dem damaligen Trainer Pepe, ab 1981 von September bis Dezember bei Colo-Colo in Chile, beim damaligen Trainer Pedro Garcia. Von Januar bis März 1982 war er bei den Boca Juniors in Argentinien, der damalige Trainer war Carlos Grigoul.
Von April bis Juni 1982 hospitierte er beim mexikanischen Klub Necaxa unter Trainer „Perro“ Ortega. Nach einem neunmonatigen Praktikum besuchte Ališić die Sport-Universität in Florida, wo Sozialverhalten, Ernährung, Biorhythmus und Videoanalysen im Leistungssport auf dem Lehrplan standen. Nach einjährigem Praktikum in Süd- und Nordamerika – Anfang Januar 1983 – führte sein Weg über Italien nach Europa: von Januar bis März 1983 bei Juventus Turin mit Giovanni Trapattoni und von April bis Mai bei Real Madrid mit Alfredo Di Stéfano.
Von Herbst 1983 bis 30. Juni 1987 war er als weltweiter Scout tätig für die Cannovi Group aus Rom. 1987/1988 begann er als Assistenztrainer bei KFC Winterschlag beim Abstieg des Klubs in die 2. Liga. 1988/1989 arbeitete er als Direktor des Ausbildungszentrums und Scout beim SSC Neapel. Im Mai 1989/90 kam er wieder nach Belgien zum KRC Genk, er schaffte über Play-off Aufstieg in die Erste Liga. 1990 bis 1992 wird er wieder Scout bei der Cannovi Group in Italien. Ab 30. Juni 1992 wird er Sportdirektor von Borussia Neunkirchen in Deutschland. 1993 wird Ališić Nationaltrainer von Bosnien und Herzegowina. Nach einem Jahr kommt er wieder zu KRC Genk in die 2. Liga, er übernimmt den Job als Sportdirektor und Trainer.
1994/95 wird er mit KRC Genk Vizemeister der zweiten Liga, 1995/96 schaffte KRC Genk Aufstieg in die 1. Liga. Mit enormem Einsatz und gutem Konzept hat bei KRC Genk; 10 top Spieler von Belgien wie auch große Kapital für Klub, und acht Spieler wurden Nationalspieler. Aus gesundheitlichen Problemen konnte er seinen Fünf-Jahres-Vertrag nicht bis Ende durcharbeiten. Er blieb als Berater bis 1997 bei KRC Genk. Nach einer Pause von drei Jahren begann er 2000 bei KRC Harelbeke als Sportdirektor und Teammanager 1. Liga. 2000/01 wurde er Manager bei KRC Zuid West Vlaanderen in der 2. Liga. 2005/06 war er Sportdirektor und Trainer beim deutschen Oberligisten FC Anker Wismar und wurde vom DFB im Rahmen der Initiative Fair geht vor geehrt. Seit 2007 ist er Direktor der Fußball Academy und Fußball Leistungsdiagnostik IEFA-Solingen. Diese befindet sich im Sportpark Landwehr.